# Caryoteae
Die Caryoteae sind eine Tribus der Palmengewächse (Arecaceae).

## Merkmale
Die Vertreter sind schlanke bis mächtige Palmen. Ein Stamm kann fehlen oder ist aufrecht. Die Blätter sind einfach oder doppelt gefiedert. Sie sind induplicat (sie reißen entlang der Faltkanten an der adaxialen Seite der Blätter auf).
Die Palmen blühen nur einmal im Leben (Hapaxanthie) oder mehrmals. Sie sind monözisch, sehr selten diözisch. Die einzelnen Blütenstände sind ein- oder zweigeschlechtig. Sie haben ein Vorblatt und mehrere, meist große Hochblätter am Blütenstandsstiel (Spatha). Der Blütenstand ist ein bis selten dreifach verzweigt. Die Blüten stehen an der Oberfläche in Triaden, wobei eine zentrale weibliche von zwei seitlichen männlichen Blüten umgeben ist. Andere Blütengruppen sind Ableitungen der Triade. Die weiblichen Blüten haben valvate Kronblätter. Das Gynoeceum ist verwachsen, dreifächrig mit drei Samenanlagen. Die Frucht enthält ein bis drei Samen.

## Verbreitung
Die Vertreter kommen in Süd- und Südostasien über Malesien bis Australien und den West-Pazifik vor.

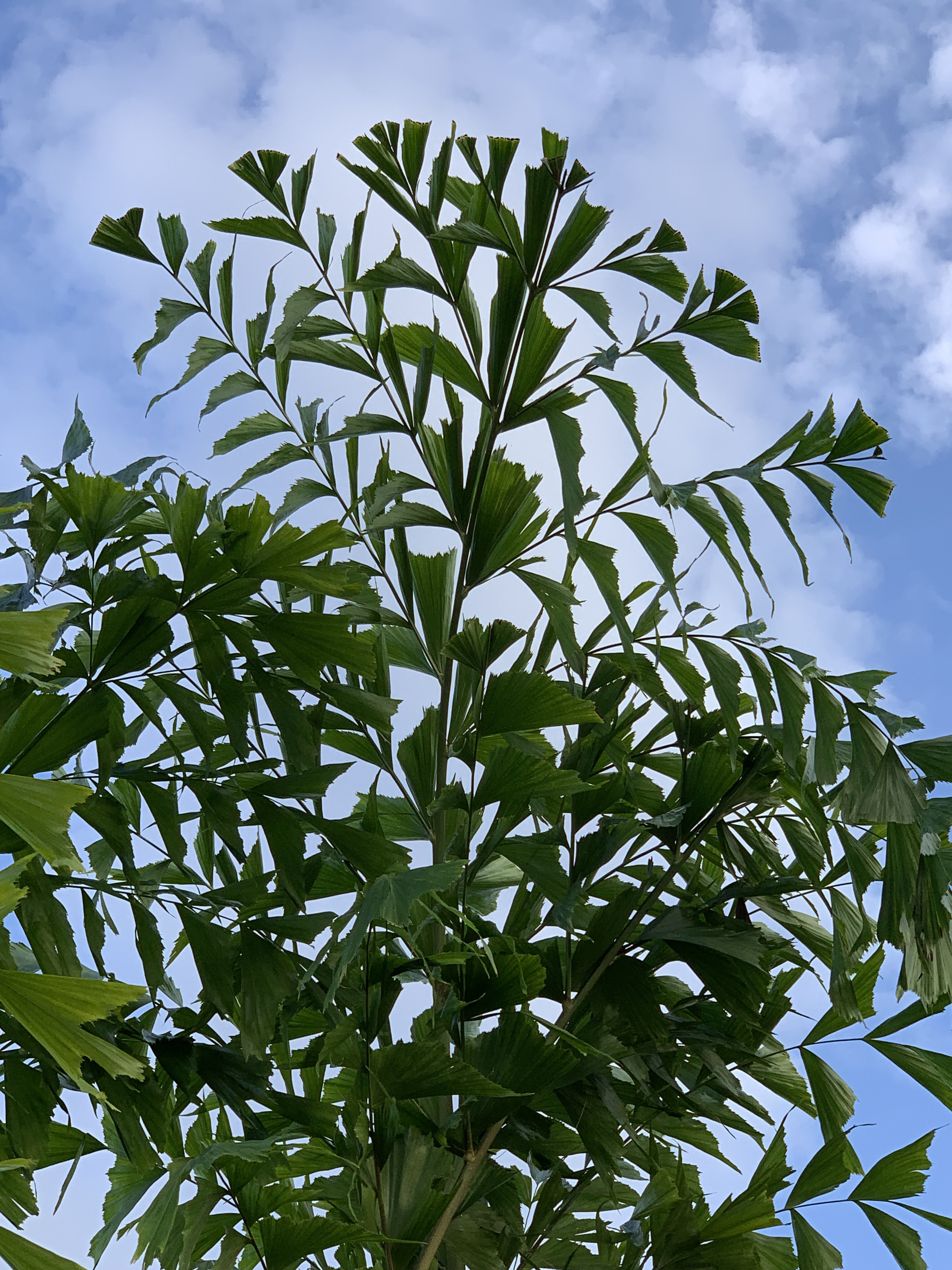
Caryota mitis

## Systematik
Die Caryoteae werden innerhalb der Familie Arecaceae der Unterfamilie Coryphoideae zugeordnet. Die Tribus im Sinne von Dransfield et al. (2008) ist eine natürliche Verwandtschaftsgruppe (Monophylum). Ihre Schwestergruppe ist die Gruppe aus Corypheae und Borasseae.
Zur Tribus werden drei Gattungen gezählt:    
- Caryota L.
- Arenga Labill. ex DC.
- Wallichia Roxb.

Aufgrund der Blütentriaden und der Ähnlichkeit im Blütenstand mit der Tribus Iriarteeae wurden die Caryoteae früher in die Unterfamilie Arecoideae eingeordnet. Molekulargenetische Studien weisen jedoch eindeutig auf die Verwandtschaft mit den Coryphoideae hin. Dies wird morphologisch durch die induplicaten Blätter gestützt, auch wenn sie bei den Caryoteae gefiedert und bei den allermeisten übrigen Coryphoideae gefächert sind.

## Belege
- John Dransfield, Natalie W. Uhl, Conny B. Asmussen, William J. Baker, Madeline M. Harley, Carl E. Lewis: Genera Palmarum. The Evolution and Classification of Palms. Zweite Auflage, Royal Botanic Gardens, Kew 2008, ISBN 978-1-84246-182-2, S. 297.